# Tysk-österrikiska backhopparveckan 1959/1960
Under Tysk-österrikiska backhopparveckan 1959/1960 hoppade man i Oberstdorf den 30 december 1959 statt, den 1 januari 1960 hoppade man i Garmisch-Partenkirchen och den 4 januari 1960 hoppade man i Innsbruck. Sista deltävlingen i Bischofshofen genomfördes den 6 januari 1960.

## Oberstdorf
- Datum: 30 december 1959
- Land:  Västtyskland
- Backe: Schattenbergschanze

| Placering | Hoppare            | Land         | Poäng |
| --------- | ------------------ | ------------ | ----- |
| 01        | Max Bolkart        | Västtyskland | 220,5 |
| 02        | Albin Plank        | Österrike    | 219,5 |
| 03        | Helmut Kurz        | Västtyskland | 219,0 |
| 04        | Holger Karlsson    | Sverige      | 217,0 |
| 04        | Willi Egger        | Österrike    | 217,0 |
| 06        | Hermann Anwander   | Västtyskland | 215,5 |
| 07        | Walter Habersatter | Österrike    | 214,5 |
| 08        | Otto Leodolter     | Österrike    | 212,5 |
| 09        | Georg Thoma        | Västtyskland | 212,0 |
| 09        | Folke Mikaelsson   | Sverige      | 212,0 |

## Partenkirchen
- Datum: 1 januari 1960
- Land:  Västtyskland
- Backe: Große Olympiaschanze

| Placering | Hoppare          | Land         | Poäng |
| --------- | ---------------- | ------------ | ----- |
| 01        | Max Bolkart      | Västtyskland | 216,9 |
| 02        | Timo Kivela      | Finland      | 216,5 |
| 03        | Jože Šlibar      | Jugoslavien  | 212,7 |
| 04        | Inge Lindqvist   | Sverige      | 212,6 |
| 05        | Georg Thoma      | Västtyskland | 212,5 |
| 06        | Božo Jemc        | Jugoslavien  | 212,1 |
| 07        | Albin Plank      | Österrike    | 211,2 |
| 08        | Markku Maatela   | Finland      | 210,8 |
| 09        | Jacques Charland | Kanada       | 210,4 |
| 010       | Willi Egger      | Österrike    | 209,8 |

## Innsbruck
- Datum: 4 januari 1960
- Land:  Österrike
- Backe: Bergiselschanze

| Placering | Hoppare           | Land         | Poäng |
| --------- | ----------------- | ------------ | ----- |
| 01        | Max Bolkart       | Västtyskland | 229,5 |
| 02        | Otto Leodolter    | Österrike    | 225,5 |
| 03        | Albin Plank       | Österrike    | 216,5 |
| 04        | Folke Mikaelsson  | Sverige      | 215,5 |
| 05        | Georg Thoma       | Västtyskland | 214,5 |
| 06        | Timo Kivela       | Finland      | 213,0 |
| 07        | Willi Egger       | Österrike    | 212,0 |
| 08        | Božo Jemc         | Jugoslavien  | 211,5 |
| 08        | Walter Steinegger | Österrike    | 211,5 |
| 010       | Markku Maatela    | Finland      | 211,0 |

## Bischofshofen
- Datum: 6 januari 1960
- Land:  Österrike
- Backe: Paul-Ausserleitner-Schanze

| Placering | Hoppare           | Land         | Poäng |
| --------- | ----------------- | ------------ | ----- |
| 01        | Albin Plank       | Österrike    | 227,5 |
| 02        | Otto Leodolter    | Österrike    | 224,7 |
| 03        | Willi Egger       | Österrike    | 221,7 |
| 04        | Helmut Kurz       | Västtyskland | 216,0 |
| 05        | Max Bolkart       | Västtyskland | 211,1 |
| 05        | Jacques Charland  | Kanada       | 211,1 |
| 07        | Walter Steinegger | Österrike    | 210,8 |
| 08        | Wolfgang Happle   | Västtyskland | 209,8 |
| 09        | Jože Šlibar       | Jugoslavien  | 208,9 |
| 010       | Timo Kivela       | Finland      | 204,3 |

## Slutställning
| Placering | Hoppare           | Land         | Poäng |
| --------- | ----------------- | ------------ | ----- |
| 01        | Max Bolkart       | Västtyskland | 878,0 |
| 02        | Albin Plank       | Österrike    | 874,7 |
| 03        | Otto Leodolter    | Österrike    | 870,6 |
| 04        | Willi Egger       | Österrike    | 860,5 |
| 05        | Helmut Kurz       | Västtyskland | 849,0 |
| 06        | Timo Kivela       | Finland      | 845,3 |
| 07        | Georg Thoma       | Västtyskland | 839,8 |
| 08        | Walter Steinegger | Österrike    | 826,8 |
| 09        | Hermann Anwander  | Västtyskland | 825,7 |
| 010       | Wolfgang Happle   | Västtyskland | 808,7 |